# Герб Бухареста
Герб города Бухарест — один из официальных символов города Бухареста, столицы Румынии. Используемый в настоящее время герб принят в июле 1993 года.

## Описание
Герб Бухареста представляет собой норманский щит, в центре которого на лазурном фоне изображён одноглавый коронованный орёл, держащий в клюве крест. В лапах орёл сжимает серебряные меч (в правой) и скипетр (в левой). Клюв и лапы птицы красного цвета, сам орёл — золотой. На груди орла помещён небольшой щиток, в нём в красном поле изображён покровитель города святой Димитрий Басарбовский, держащий в руках крест и копьё. Внизу щита располагается фигурно изогнутая девизная лента, состоящая из трёх горизонтальных полос красного, жёлтого и синего цветов, которые повторяют цвета городского (и государственного) флага. На ленте помещён девиз «Patria si dreptul meu»  («рум. Родина и моё право»).

## Символика
- На центральном щитке на груди орла изображён Димитрий Басарбовский, покровитель Бухареста;
- Орёл — символ румынского государства, так как румыны, по официальной версии, являются потомками древних римлян. Крест в клюве орла символизирует, что в Дакии христианство распространялось естественным путём, а не по принуждению;
- Корона, которой увенчан орел, — это корона Мирчи I Старого, одного из возможных основателей города;
- Меч в правой лапе орла символизирует готовность защищать независимость, а скипетр в левой — суверенитет румынской нации;
- Девиз «Родина и моё право» использовался со второй половины XIX века как знак связи между свободной личностью и государством;
- Лента цветов румынского флага подчеркивает роль флага в событиях декабря 1989 года и значение Бухареста в развитии румынской культуры;
- Городская корона с семью зубцами обозначает административный статус Бухареста;
- Орёл с распростертыми крыльями, помещённый на городской короне, показывает, что город был важным городским центром еще в средневековье[1].

## История

### Ранний период

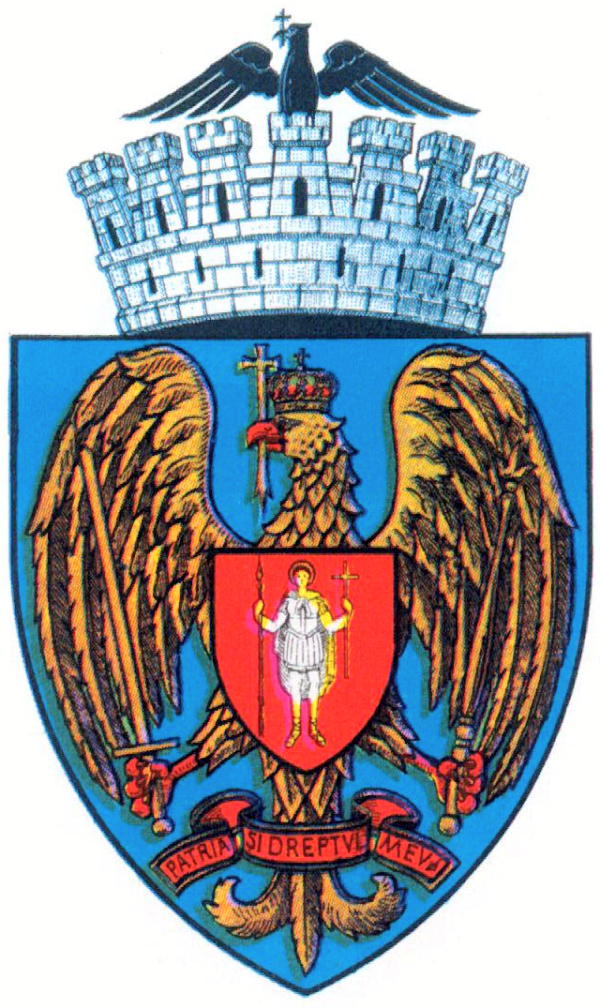
Герб Бухареста после Первой Мировой войны

Самый старый сохранившийся герб города датируется XVI веком и представляет Богоматерь с младенцем в момент Благовещения, с надписью на старославянском (иногда румынском) языке «это печать Бухареста».
В 1831 году, после восстановления городского совета Бухареста и введения Органического регламента, была принята печать города, но без иконографических символов. В последующие года печать несколько раз менялась. В 1862 году на печати Бухареста изображалась фигура сидящей женщины с весами, символом справедливости, в одной руке, и цветами и колосьями пшеницы в другой.
Указом от 7 декабря 1864 года Александру Иоан Куза, по предложению Михаила Когэлничану и по просьбе городского совета Бухареста, учредил новый герб, представляющий собой «щит с великомучеником Димитрием (покровителем города), с копьём в одной руке и мечом в другой». Стоит отметить, что с изображением святого на гербе произошла путаница: несмотря на то, что в описании герба чётко сказано, что на нём изображён «покровитель города» Димитрий Басарбовский, святой на гербе изображён с атрибутами другого святого Димитрия — Димитрия Солунского, то есть в военном облачении, с копьём и мечом. В дальнейшем изображения святого Димитрия несколько раз менялось — он изображался то конным, то поражающим дракона, то с крестом в руке. В 1930 году изображение приняло форму, которую сохраняет по сей день — с копьём в правой руке и крестом в левой.
После Первой Мировой войны был создан новый герб, аналогичный современному. От старого он отличался добавлением орла, на щитке на груди которого стал располагаться святой Димитрий, короны над основным щитом и рядом мелких деталей. После Второй Мировой войны, несмотря на провозглашение в Румынии курса на строительство социализма, герб долгое время не менялся, хотя и не использовался.

### Герб периода Чаушеску

Герб Бухареста в социалистический период

В 1970 году указом Николае Чаушеску румынские территориальные гербы были заменены на новые, которые должны были отражать «наиболее характерные элементы исторических, политических, экономических и социальных традиций» государства. Новый герб Бухареста выглядел следующим образом. Поле щита рассечено. В верхней, лазурной, половине изображён серебряный Дворец Великого национального собрания, на вершине которого сидит золотой орёл с распростёртыми крыльями, смотрящий влево. В нижней, червлёной, части изображена половина золотой шестерни, на которую наложена открытая книга, содержащая надпись «Civitas nostra» («лат. Наш город»). В центральной части щита размещён щиток, на котором изображён герб социалистической Румынии, наложенный на флаг Румынской коммунистической партии (справа) и флаг Румынии (слева). Название города написано на красной ленте, расположенной ниже основного щита.
Щиток в центре герба являлся обязательным элементом всех территориальных гербов, принятых в социалистической Румынии.

### Современный герб
26 июля 1993 года Решением № 76 Генерального Совета Бухареста была восстановлена прежняя версия герба.